# مات فلين (لاعب كرة قدم أمريكية)
مات فلين (بالإنجليزية: Matt Flynn)‏ هو لاعب كرة قدم أمريكية أمريكي، ولد في 20 يونيو 1985 في تايلر في الولايات المتحدة.

## وصلات خارجية
- مات فلين على موقع مرجع كرة القدم المحترفة.كوم (الإنجليزية)
- مات فلين على موقع كلية كرة القدم في سبورتس رفرنس.كوم (الإنجليزية)